# Makrolide

Der Moschusriechstoff Dihydroambrettolid als Beispiel eines Makrolids

Makrolide, auch Makrolaktone, sind Laktone mit höherer Ringgliederzahl, anders ausgedrückt, makrocyclische Verbindungen mit innerer Esterfunktion. 
Über 2000 natürlich vorkommende, strukturell heterogene und komplexe Makrolide mit 8 bis 62 Ringgliedern (Stand 2002) sind bekannt. Zu den Makroliden gehören etwa Moschuslaktone. Makrolide finden sich verbreitet in Stoffwechselprodukten von Bakterien und Pilzen. Deren Biosynthese erfolgt in aller Regel über einen Polyketid-Weg.

## Geschichte und Definition
Der Begriff Makrolid wurde 1957 von Robert B. Woodward zur Bezeichnung von makrozyklischen Lactonen mit antibiotischer Wirkung eingeführt. Inzwischen gibt es drei verschiedene Definitionen mit unterschiedlicher Breite. Die enge originale Definition (1) beschreibt diese als polyoxo-Verbindungen, genauer makrozyklische Lactone mit 12–16 Ringen und 1–3 Zuckereinheiten (zum Beispiel Desoxyhexosen oder Aminodesoxyhexosen) bei denen der Lactonring ein Sauerstoffatom und 11–15 Kohlenstoffatome enthalten. Die erweiterte Definition (2) beschreibt makrozyklische Lactone mit oder ohne Zuckereinheiten bei denen der Lactonring ein oder mehr O‑C=O Einheiten im Ring, mit oder ohne Stickstoffatome mit oder ohne Rest (R) im Ring und beliebig viele Kohlenstoffatome enthalten. Die weiteste Definition (3) beschreibt makrozyklische Lactone mit oder ohne Zuckereinheiten bei denen der Lactonring ein oder mehr N‑C=O Einheiten im Ring und beliebig viele Kohlenstoffatome enthalten.

## Vertreter
Wichtige Vertreter sind:
- Makrolidantibiotika: Erythromycin, Clarithromycin, Azithromycin, Roxithromycin, Josamycin, Spiramycin, Telithromycin, Tylosin, Fidaxomicin,
- Antimykotika aus der Stoffklasse der Polyene: Nystatin, Natamycin, Amphotericin B,
- Immunsuppressiva: Pimecrolimus, Sirolimus, Tacrolimus, Everolimus
- Mykotoxine: Zearalenon.

## Makrolidantibiotika
Makrolidantibiotika sind eine relativ neue Klasse von Antibiotika aus der Stoffklasse der Makrolide. Sie wirken bakteriostatisch durch Hemmung der Proteinbiosynthese von Bakterien; lediglich neuere Ketoderivate, von denen bisher (Stand 2006) nur Telithromycin zugelassen ist, wirken bakterizid. Der älteste Vertreter der Makrolidantibiotika ist Erythromycin, 1954 wurde Oleandomycin aus Kulturfiltraten von Streptomyces antibioticus isoliert. Modernere Substanzen sind Clarithromycin, Azithromycin oder Roxithromycin. Tylosin ist derzeit nur für den veterinärmedizinischen Gebrauch zugelassen. Mit den Makroliden verwandt sind die Lincosamide.

Erythromycin A

Sie eignen sich gegen fast alle bakteriellen Infektionen im Atemtrakt (aber, abgesehen von Clarithromycin, nicht gegen Tuberkulose). Sie sind außerdem Mittel der Wahl gegen zwei Geschlechtserkrankungen, die auch oft gemeinsam auftreten: Gonorrhoe und Chlamydieninfektionen. Weiterhin werden sie gegen Hautinfektionen durch Staphylokokken eingesetzt.
Makrolidantibiotika gehören neben β-Lactam-Antibiotika zu gutverträglichen Antibiotika. Sie können leichte gastrointestinale Beschwerden oder reversible Hörstörungen verursachen. Für Erythromycin ist die Verträglichkeit auch während der Schwangerschaft nachgewiesen.
Sie können als Tablette verabreicht werden. Dabei werden die neueren Vertreter im Vergleich zu Erythromycin besser aufgenommen, bleiben länger im Körper und sind wirksamer. Makrolide werden zum Teil über die Leber, zum Teil auch über die Niere ausgeschieden. Makrolidantibiotika eignen sich allerdings nicht für die Behandlung von Harnwegsinfekten, da sie eine Wirkungslücke gegen Enterobacteriaceae wie E. coli aufweisen, die die häufigsten Erreger von Harnwegsinfekten darstellen. Sie können auch die Ausscheidung anderer Arzneimittel, die Säuren sind und über die Niere ausgeschieden werden, behindern. Das sind u. a. Acetylsalicylsäure, Urikosurika und Urikostatika, Harnsäure, Thiaziddiuretika, Penicilline, Sulfonamide.
Sie zählen andererseits nicht zu den wirksamsten Antibiotika und eignen sich deshalb nicht für schwierige Infektionen (z. B. auf der Intensivstation). Da sie nur ein spezifisches Enzym hemmen, bilden sich gegen Makrolide schnell Resistenzen aus. Auch bei ambulant erworbenen Pneumonien können Makrolide verwendet werden.

### Wirkungsmechanismus
Der Angriffsort der Makrolidantibiotika ist die 50-S-Untereinheit der bakteriellen 70-S-Ribosomen. Dabei behindern sie den Syntheseprozess von Proteinen (Polypeptidketten) während der Elongationsphase der Proteinbiosynthese. Die Translokation der normalerweise synthetisierten Peptidyl-t-RNA von der Akzeptorstelle zur Donorstelle wird blockiert. Dies führt zum Abbruch der Eiweißsynthese, das unfertige Polypeptid bleibt auf seiner Zwischenstufe stehen. Daraus resultiert eine bakteriostatische Wirkung.
Darüber hinaus haben Makrolid-Antibiotika einen entzündungshemmenden und immun-modulierenden Effekt. Studien zeigten insbesondere bei einer Exazerbation einer chronisch obstruktiven Lungenerkrankung eine verminderte Zytokin-Produktion in den Lungen nach Gabe eines Makrolidantibiotikums.

### Resistenz
Der primäre Weg der bakteriellen Resistenz gegenüber Makrolidantibiotika ist die post-transkriptionelle Methylierung der bakteriellen 23-S-ribosomalen RNA. Diese erworbene Resistenz wird entweder über Plasmide oder Chromosomen vermittelt, z. B. durch Mutation, und resultiert in einer Kreuzresistenz gegenüber Makroliden, Lincosamiden und Streptograminen (einem MLS-resistenten Phänotyp).
Zwei andere eher seltener beobachtete Arten von Resistenz sind die Produktion von Arzneimittel-inaktivierenden Enzymen (Esterasen oder Kinasen) und die Produktion von aktiven ATP-abhängigen Effluxpumpen, die das Arzneimittel aus der Zelle transportieren.
Azithromycin wurde verwendet, um Halsentzündungen (durch A-Streptokokken-Infektion mit Streptococcus pyogenes) bei Penicillin-empfindlichen Patienten zu behandeln, allerdings sind Makrolid-resistente Stämme von A-Streptokokken nicht ungewöhnlich. Cephalosporin ist eine andere Option für diese Patienten.

### Nebenwirkungen
Typische Nebenwirkungen von Makrolidantibiotika sind gastrointestinale Störungen und allergische Reaktionen (Häufigkeit < 0,3 %).
Erythromycin und Clarithromycin werden über das Cytochrom-P450-Isoenzym CYP3A4 metabolisiert und inhibieren es. Deshalb dürfen sie nicht mit anderen Arzneimitteln kombiniert werden, die ebenfalls über CYP3A4 abgebaut werden, wie z. B. Theophyllin, Ciclosporin oder den meisten Statinen (Ausnahme Fluvastatin).
Makrolidantibiotika, hauptsächlich Erythromycin und Clarithromycin, bewirken eine Verlängerung der intraventrikulären Erregungszeit (Long-QT-Syndrom), was zu einem Torsade de pointes führen kann. Daher ist eine Kombination mit anderen Arzneistoffen, die zu einer QT-Verlängerung führen, kontraindiziert. Makrolidantibiotika zeigen auch enterohepatisches Recycling: der Arzneistoff wird im Darm absorbiert und in die Leber transportiert, nur um dann mit der Galle ins Duodenum ausgeschieden zu werden. Dies führt zu einer Anreicherung des Stoffwechselproduktes im System, was Übelkeit auslöst.

## Verwandte Verbindungen
Ansamycine sind Makrolid-Antibiotika, die anstelle der Lactongruppe eine Lactamgruppe enthalten, also cyclische Amide darstellen. Die wichtigsten Vertreter sind Rifamycin, Geldanamycin und Maytansin.